# Where the Party At
Where the Party At é um single pelo grupo Jagged Edge com Nelly. A canção passou três semanas no número um sobre os EUA Hot R&B/Hip-Hop Songs e foi o maior pico no Billboard Hot 100 do grupo, atingindo um máximo de #3.
O remix oficial, remixada por Jermaine Dupri, ele também possui Da Brat, Bow Wow, ROC e Tigah com Jagged Edge e Nelly.

## Paradas
| Chart (2001)                                    | Melhor posição |
| ----------------------------------------------- | -------------- |
| U.S. Billboard Hot 100                          | 3              |
| U.S. Billboard Hot R&B/Hip-Hop Singles & Tracks | 1              |

| Precedido por "Fallin'" by Alicia Keys | Billboard Hot R&B/Hip-Hop Singles & Tracks number-one single September 15, 2001 – October 5, 2001 | Sucedido por "Differences" by Ginuwine |